# Tržaška operacija
Tržaška operacija (tudi osvoboditev Trsta) je bil spopad ob koncu druge svetovne vojne, v katerem je Jugoslovanska armada porazila nacistične enote in zavzela Trst. Potekala je med 28. aprilom in 2. majem 1945.  
Tržaška operacija je bila eden zadnjih vojaških spopadov druge svetovne vojne na ozemlju Slovenije in Istre. Za Slovence in Hrvate je bila ključnega pomena, ker je predstavljala osvoboditev predelov, ki so bili z rapalsko pogodbo leta 1920 priključeni Italiji in nato pod fašizmom podvrženi raznarodovanju. 
Operacijo sta vodila 4. armada in 9. korpus Jugoslovanske armade, ki sta že prej delovala na tem ozemlju. V bojih so sodelovale tudi organizacije narodnoosvobodilnega gibanja. 

## Ozadje
Trst je kot glavno mesto Primorske bilo tudi središče delovanja vsega primorskega protifašizma, saj je bilo v samem mestu več komunistov, kot v vsej Dravski banovini. Trst je bil tudi središče delovanja organizacije TIGR, ki je bila tu organizirana predvsem kot Mladina in Borba. Po napadu na Jugoslavijo so mladi komunisti iz Trsta že 10.8.1941 na pobudo primorskega migranta Oskarja Kovačiča, ki se je vrnil iz Ljubljane, ustanovili regionalno organizacijo Osvobodilne fronte. Po propadu fašistične Italije septembra leta 1943 so italijanski protifašisti ustanovili odporniško gibanje (italijansko Resistenza) pod vodstvom Odbora za narodno osvoboditev (Comitato di Liberazione Nazionale, CLN). Posebnost tržaškega CLN je bil izstop komunistov iz odbora v drugi polovici 1944 zaradi nesoglasij s skrajno desnico organizacije, ki je želela ohraniti rapalske meje in je zavračala sodelovanje z Osvobodilno fronto.

## Dirka za Trst
Dirka za Trst je skupno ime za prizadevanja Zaveznikov in Jugoslovanov, da osvobodijo fašizma primorsko prestolnico. To poimenovanje (Race for Trieste) je v svojih spominih prvi uporabil Geoffrey Cox, oficir novozelandske divizije, ki je bila zadolžena za zasedbo Trsta. Dejansko je šlo za pravo tekmovanje, kdo si bo prilastil mesto in pristanišče: če je namreč jugoslovane podžigala zavest, da gre za ozemlje, na katerem prebivajo Slovenci, je za Zaveznike bilo pomembno le pristanišče in njegove infrastrukture ter povezave z ostalo Evropo. Tako so se usmerile proti Trstu razne vojaške formacije. 
Četrta jugoslovanska armada je bila v Liki in Dalmaciji in je morala po najkrajši poti, to je po obali, priti do Reke, ki jo je obkrožala nemška vojska. Po uspešnem spopadu naj bi pospešeno napredovala do Trsta. V resnici so armijo Nemci nepredvideno dolgo zadržali na Liniji Ingrid pri Reki in samo izredno tvegana poteza, s katero so Jugoslovani obšli bojišče iz dveh strani, je dovolila prehod in napredovanje. Glavnina je marširala proti Trstu in ga dosegla z vzhoda in jugovzhoda, deveta divizija se je vkrcala in nadaljevala po morju ter prišla v mesto z juga.
Po predvidevanjih naj bi istočasno partizani Devetega korpusa zapustili Trnovski gozd, presenetili Nemce na Primorskem in zasedli tržaško ozemlje. Deveti korpus je pa bil pred mesecem dni skoraj zdesetkan v teku zadnjih nemških ofenziv in ni bil pripravljen na takojšnjo akcijo, tudi zaradi pomanjkanja streliva. Kljub temu je uspešno napadel in 27. aprila odprl pot proti Trstu. Po več spopadih na Opčinah, tržaškem predmestju, so partizani prišli v mesto 1. maja, le malo pred prihodom vse Četrte armade. 
Zavezniki so po prebitju Gotske linije poslali proti Trstu Britance, in sicer novozelandsko enoto. Britanci so bolje od Američanov ocenili nastalo situacijo, saj so imeli še živo v spominu dogajanja izpred štirih mesecev v Grčiji, kjer jih je presenetila lokalna državljanska vojna, in so dobro razumeli, da bi se tudi v Trstu lahko znašli med dvema ognjema. Američanom so predlagali politični sporazum z Jugoslovani, saj bi zavezniško neupoštevanje jugoslovanskih pridobitev pomenilo možnost odkritega spopada, vendar niso dobili podpore: predsednik Harry Truman je jugoslovanske zahteve označil za “balkanske zdrahe, ki jih Zavezniki ne bodo podpirali”. To je pomenilo, da morajo Zavezniki zasesti Trst, preden prispejo Jugoslovani. Britanske čete so se naglo bližale cilju, a 1. maja so prispele le do Tržiča (Monfalcone), kjer so jim Jugoslovani svetovali, naj ne napredujejo. Dejansko so Britanci šele naslednjega dne vstopili v Trst, kjer so sodelovali s partizani pri uničenju zadnjih nemških enot.
Zgodovinsko zanimiv je položaj Italijanov. Po kapitulaciji kraljevine ni bilo več nobene oblasti, ki bi se lahko pogajala: Salojska republika je bila le orodje v nemških rokah, ostala Italija je bila pod oblastjo Zaveznikov, odporniško gibanje še ni imelo določenih državniških ciljev. Čeprav so bili nekateri italijanski politiki dovolj sposobni in daljnovidni, da so jasno predvideli možni potek dogodkov, jih trenutni oblastniki, v glavnem zavezniški vojaki, niso poslušali.

## Posledice
Po podatkih angleške obveščevalne službe naj bi po Tržaški operaciji jugoslovanska vojska izvedla deportacijo 1500 Tržačanov, ki so bili obtoženi vojnih zločinov ter kolaboracije z nemškimi okupacijskimi enotami. Italijanska javnost je tem deportirancem namenila ogromno pozornosti in podpore, predvsem nacionalistični časopis Voce libera in nekatere knjige povojnega obdobja, ki so bile pretežno propagandističnega značaja in niso nikoli vzele v poštev niti lokalnih pričevanj niti poznejših uradnih preiskav na mednarodni ravni. Tako je javno mnenje (in posredno tudi oblast) dodelilo več razumevanja tem deportirancem kot vsem ostalim vojnim žrtvam na Tržaškem. Že avgusta 1945 je samo za družine deportiranih v Jugoslavijo na Goriškem bil ustanovljen sklad 1.250.000 lir, medtem ko je bilo za vse žrtve nacifašizma zbranih le 263.546 lir in za povratnike iz taborišč 600.000 lir.